# Большой словарь китайских иероглифов
Большой словарь китайских иероглифов (кит. трад. 漢語大字典, упр. 汉语大字典, пиньинь Hànyǔ Dà Zìdiǎn, палл. Ханьюй дацзыдянь) — один из самых больших словарей китайских иероглифов. Первое издание содержало 54 678 иероглифов. Составлялось с 1979 года силами 400 редакторов, издано в Ухани и Чэнду (КНР) в 8 томах с 1986 по 1990 год. В отдельном томе были представлены описания лексикографических трудностей, с которыми пришлось столкнуться авторам. Кроме первого издания, насчитывающего 5790 страниц, существует издание словаря в трёх томах (1995) и карманное издание (1999).
В 2010 году, также в Ухани и Чэнду вышло второе издание словаря в 9 томах, содержащее 60 370 иероглифов китайского языка, записанных стилем кайшу.

## Издания
- 1-е издание: 汉语大字典 (Ханьюй да цзыдянь): 8 томов (кит.) / 汉语大字典编辑委员会编. — 武汉,成都, 1986—1990.
- 2-е издание: 汉语大字典 (Ханьюй да цзыдянь): 9 томов (кит.) / 汉语大字典编辑委员会编. — 2-е изд. — 武汉,成都, 2010. — 20 (первой пагинации)+5727 (второй пагинации) с. — ISBN 978-7-5403-1744-7.